# Miyu Kato
Miyu Kato (加藤 未唯, født 21. november 1994 i Kyoto, Japan) er en professionel tennisspiller fra Japan.